# 信楽町

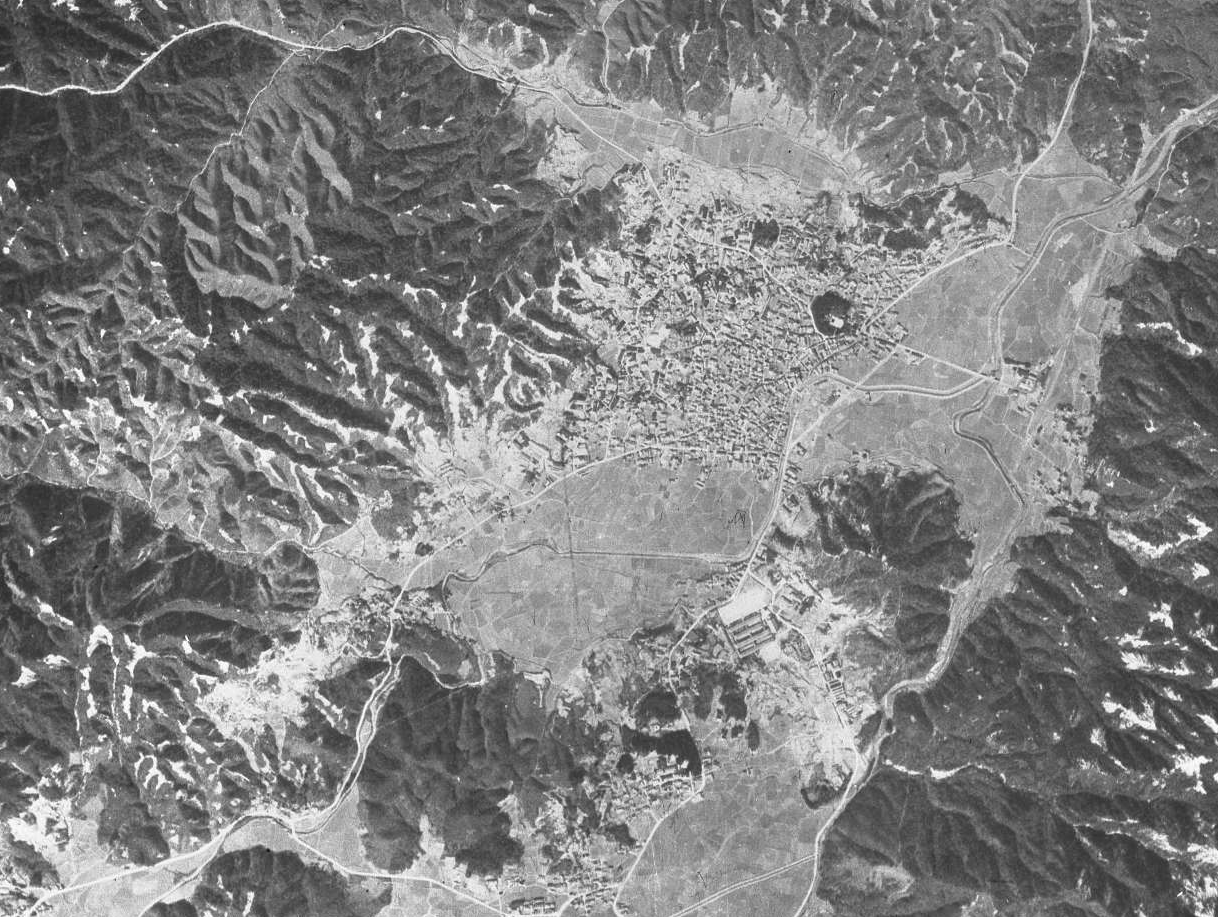
1949年の航空写真

信楽町（しがらきちょう）は、かつて滋賀県甲賀郡に属していた町。滋賀県南東部の甲賀地方にあり、陶磁器の信楽焼で有名だった。
2004年10月1日に、水口町、土山町、甲賀町、甲南町との合併に伴い廃止され、甲賀市（こうかし）となった。現在は「甲賀市信楽町」として地名に残る。

## 地理
- 山:笹ヶ岳
- 河川:大戸川

## 歴史
- 遺跡発掘調査等から奈良時代に当地近辺に紫香楽宮が存在したと考えられている。
- 1889年（明治22年）4月1日 - 町村制の施行により、長野村・江田村・神山村・田代村・畑村の区域をもって長野村が発足。
- 1921年（大正10年）8月15日 - 長野村が町制施行して長野町となる。
- 1930年（昭和5年）11月3日 - 長野町が改称して信楽町となる。
- 1954年（昭和29年）9月1日 - 雲井村・小原村・朝宮村・多羅尾村と合併し、改めて信楽町が発足。
- 2004年（平成16年）10月1日 - 水口町・土山町・甲賀町・甲南町と合併して甲賀市が発足。同日信楽町廃止。

## 姉妹都市

### 国内
- 井波町（富山県）

### 海外
- メキシコ市（アメリカ合衆国 ミズーリ州）
- ヴィアナ・ド・カステロ市（ポルトガル）
- 利川市（大韓民国 京畿道）
  - 1999年10月23日に姉妹都市提携。
  - 甲賀市となった後、2005年11月19日に再び姉妹都市提携。

## 教育

### 高等学校
- 滋賀県立信楽高等学校

### 中学校
- 信楽町立信楽中学校

### 小学校
- 信楽町立朝宮小学校
- 信楽町立多羅尾小学校
- 信楽町立小原小学校
- 信楽町立雲井小学校
- 信楽町立信楽小学校

### 養護学校
- 滋賀県立三雲養護学校紫香楽校舎

## 交通

### 鉄道
- 信楽高原鐵道信楽線
  - 紫香楽宮跡駅 - 雲井駅 - 勅旨駅 - 玉桂寺前駅 - 信楽駅

### バス
- 信楽町営バス（現・甲賀市コミュニティバス、80条バス）

### 道路
- 国道307号
- 国道422号

## 娯楽
- 信楽映画劇場 - 映画館
- 信楽小劇場 - 映画館

## 名所・旧跡・観光スポット・祭事・催事
- 信楽焼

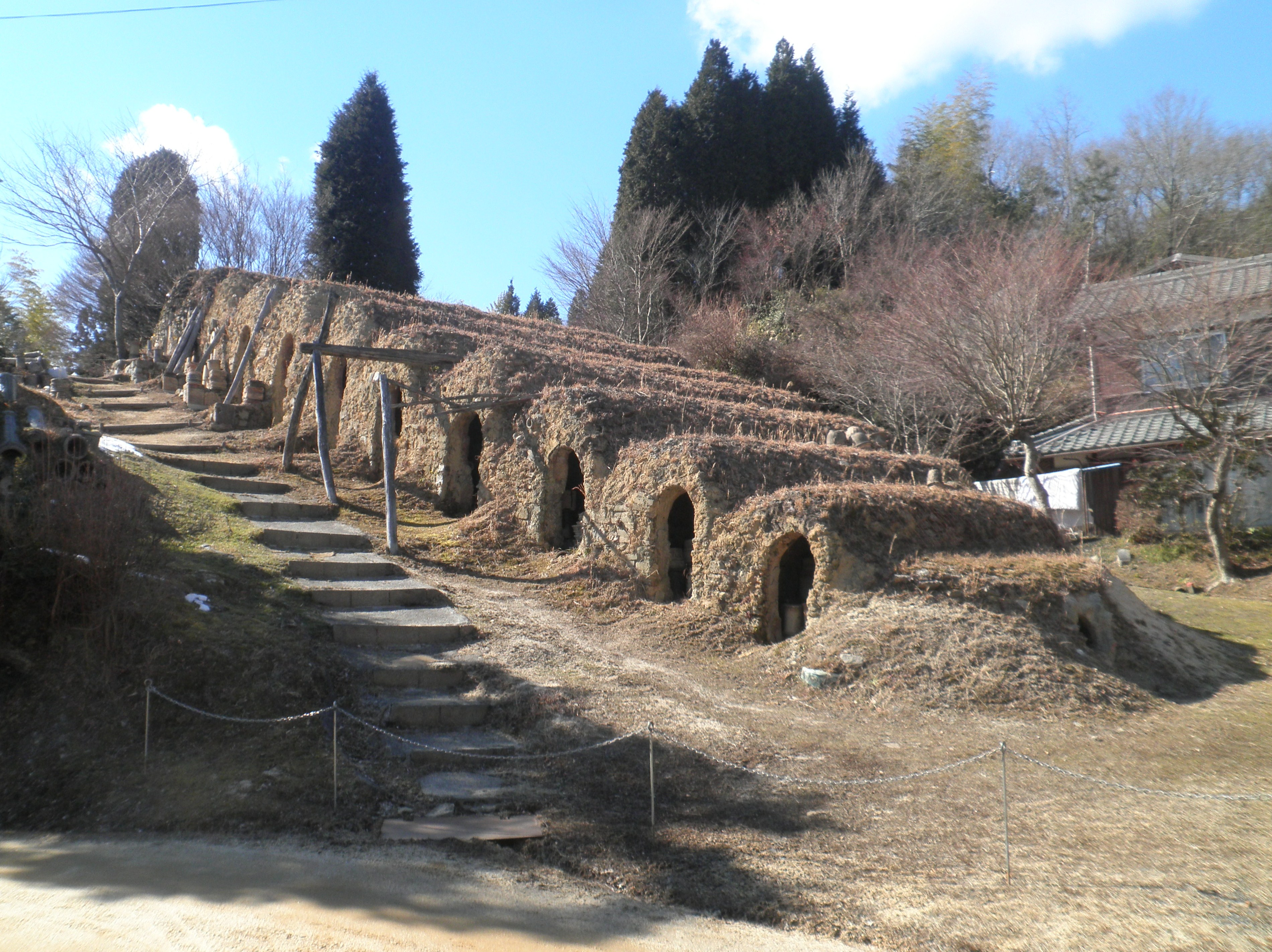
丸又窯

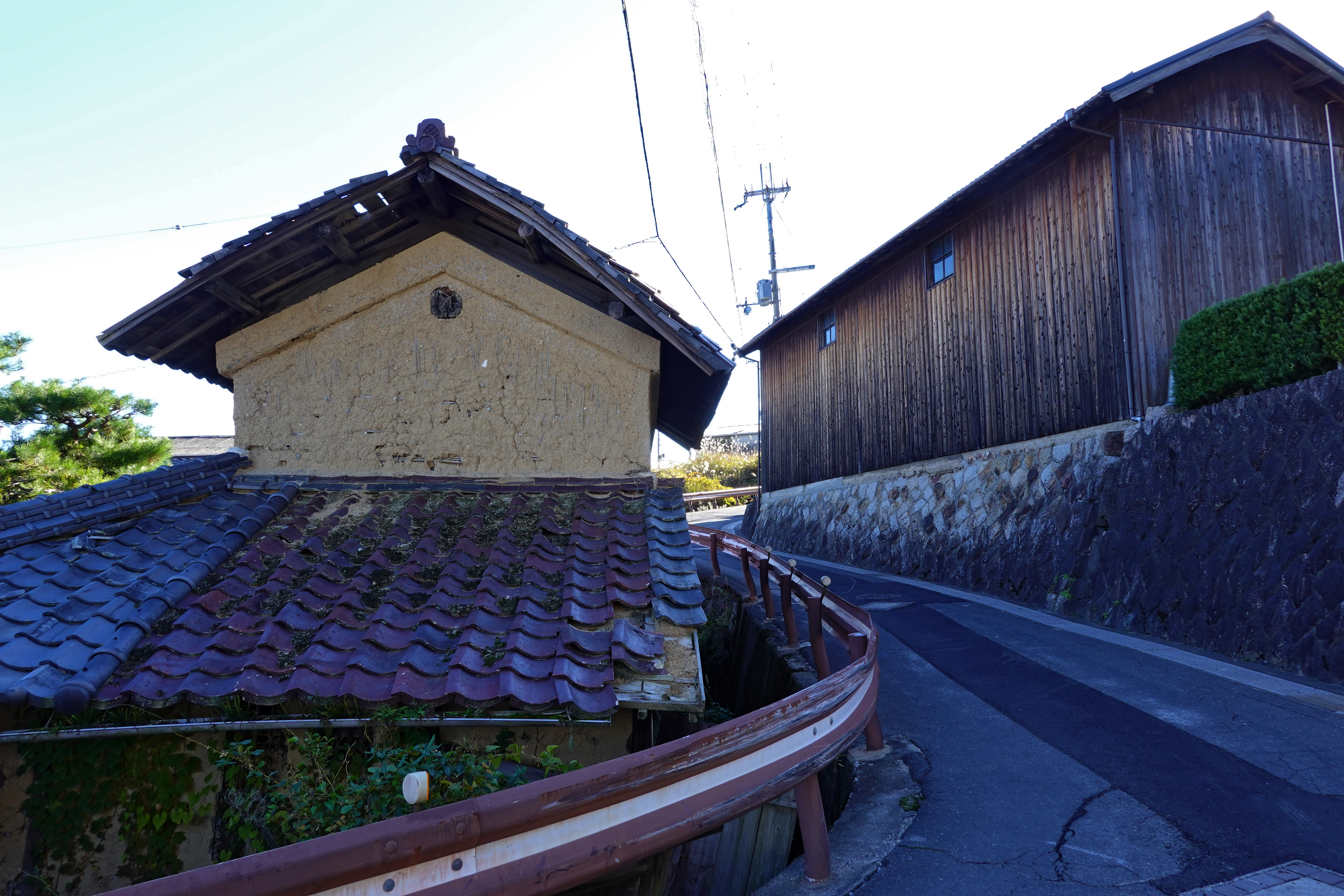
窯元散策路

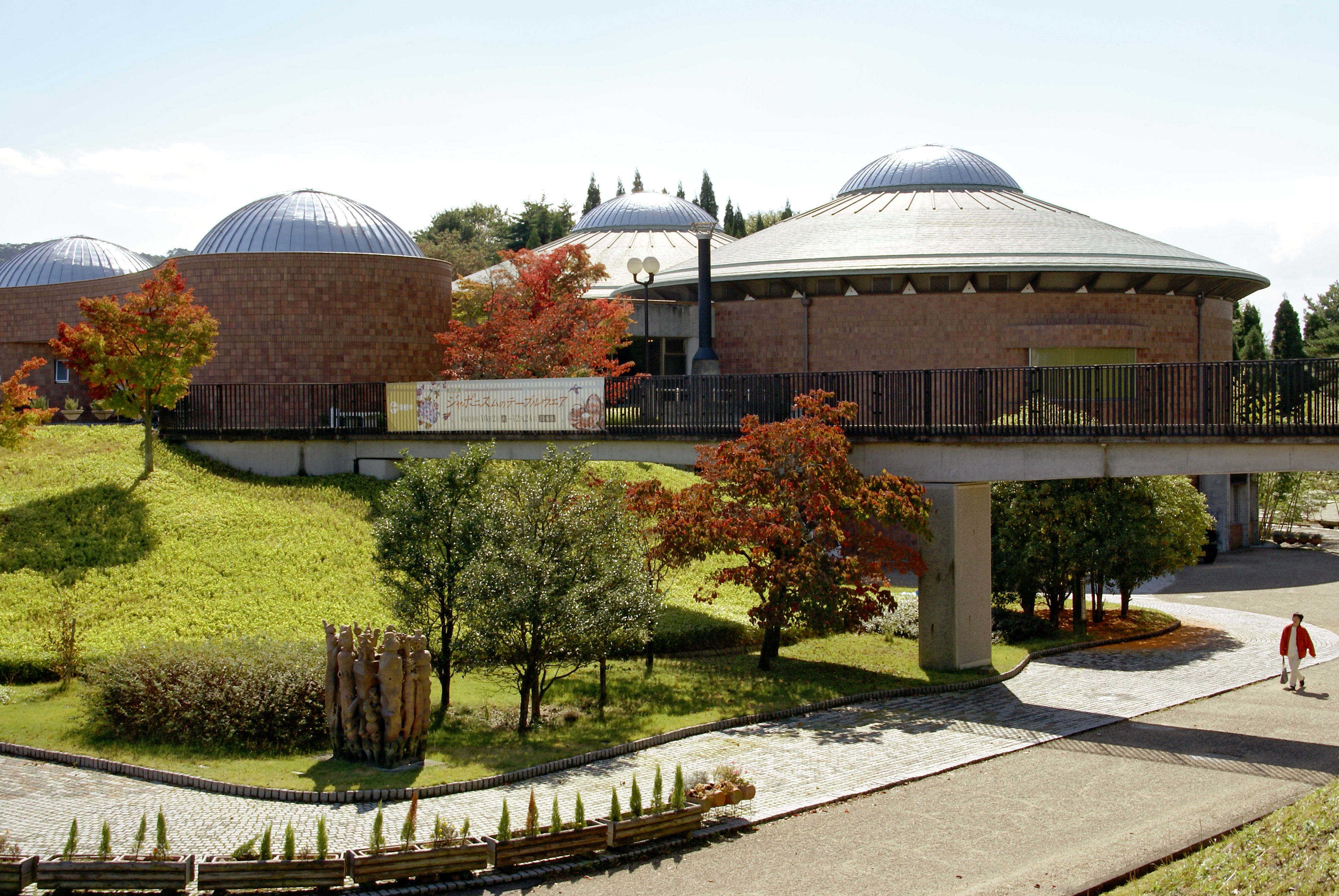
滋賀県立陶芸の森

  - 近代化産業遺産「甲賀市の窯業（信楽焼）関連遺産」 - 丸又窯、丸由窯
  - 窯元散策路
  - 滋賀県立陶芸の森 - やきものを素材に創造・研修・展示など多様な機能を持つ県立の公園
  - 信楽陶芸村「のぼり窯カフェ」
  - 谷寛窯 ギャラリー陶ほうざん - 穴窯、NHK朝ドラ「スカーレット」の主要撮影地
  - 明山窯 Ogama - 使用されなくなった登り窯を活用したカフェ、ショップ、ギャラリー、陶芸教室
  - 甲賀市信楽伝統産業会館 - 「信楽焼ミュージアム」を核とする伝統的作品・工芸品の展示、信楽焼の歴史を紹介する施設
- 信楽まちなか芸術祭
- 紫香楽宮址（国指定の史跡）
  - 宮町遺跡
- MIHO MUSEUM
- 新宮神社（紫香楽一宮）
- 玉桂寺 - ぼけ封じ近畿十楽観音霊場

## 出身有名人
- 饗庭孝男：文芸評論家（生後2歳まで）
- 三杉里公似：元大相撲力士
- 光谷拓実：考古学者
- 岩永峯一：衆議院議員、元農林水産大臣
- レナ：アイドル・歌手（バニラビーンズ）
- 大谷未央：女子プロサッカー選手（元日本代表・Lリーグ3年連続得点王）
- 宇田秀生（英語版）：パラトライアスロン選手（東京パラリンピック日本代表・銀メダリスト）
- 森川温子：ミュージカル俳優